# Nazionali africane di calcio
Le Nazionali di calcio africane sono le nazionali di calcio poste sotto l'egida della CAF. Rispecchiano totalmente la loro appartenenza geografica al continente africano.
Le nazionali africane partecipano alla Coppa delle nazioni africane, principale competizione continentale, al Campionato delle nazioni africane e alle qualificazioni al Campionato mondiale di calcio, articolate in vari gruppi.

## Squadre
- Algeria
- Angola
- Benin
- Botswana
- Burkina Faso
- Burundi
- Camerun
- Capo Verde
- Ciad
- Comore
- Costa d'Avorio
- Egitto
- Eritrea
- Etiopia
- Gabon
- Gambia
- Ghana
- Gibuti
- Guinea
- Guinea Equatoriale
- Guinea-Bissau
- Kenya
- Lesotho
- Liberia
- Libia
- Madagascar
- Malawi
- Mali
- Marocco
- Mauritania
- Mauritius
- Mozambico
- Namibia
- Niger
- Nigeria
- Rep. Centrafricana
- RD del Congo
- Rep. del Congo
- La Riunione
- Ruanda
- São Tomé e Príncipe
- Senegal
- Seychelles
- Sierra Leone
- Somalia
- Sudafrica
- Sudan
- Sudan del Sud
- eSwatini
- Tanzania
- Togo
- Tunisia
- Uganda
- Zambia
- Zanzibar
- Zimbabwe